# Liga MX 2012-2013
La Primera División de México 2012-2013, denominata Liga MX, è la 66ª edizione del massimo campionato messicano fondato nel 1943. Si svolge in due campionati, uno di Apertura ed uno di Clausura.

## Squadre partecipanti
| Club                | Città                            | Stadio                      |
| ------------------- | -------------------------------- | --------------------------- |
| América             | Città del Messico                | Azteca                      |
| Atlante             | Cancún, Quintana Roo             | Andrés Quintana Roo         |
| Atlas               | Guadalajara, Jalisco             | Jalisco                     |
| Guadalajara         | Guadalajara, Jalisco             | Jalisco                     |
| Cruz Azul           | Città del Messico                | Azul                        |
| Jaguares de Chiapas | Tuxtla Gutiérrez, Chiapas        | Víctor Manuel Reyna         |
| Club León           | León, Guanajuato, Guanajuato     | Estadio Nou Camp            |
| Monterrey           | Monterrey, Nuevo León            | Tecnológico                 |
| Monarcas Morelia    | Morelia, Michoacán               | José María Morelos y Pavón  |
| Querétaro           | Santiago de Querétaro, Querétaro | Corregidora                 |
| Pachuca             | Pachuca, Hidalgo                 | Hidalgo                     |
| Puebla              | Puebla, Puebla                   | Cuauhtémoc                  |
| San Luis            | San Luis, San Luis Potosí        | Alfonso Lastras Ramirez     |
| Santos Laguna       | Torreón, Coahuila                | Corona                      |
| Tijuana             | Tijuana, Bassa California        | Estadio Caliente            |
| Toluca              | Toluca, Messico                  | Nemesio Díez                |
| U.A.N.L.            | San Nicolás, Nuevo León          | Universitario de Nuevo León |
| U.N.A.M.            | Città del Messico, D.F.          | Olímpico Universitario      |

## Classifica Apertura 2012
|  |     | Classifica Apertura 2012 | Pt | G  | V  | N | P  | GF | GS | DR  |
|  | --- | ------------------------ | -- | -- | -- | - | -- | -- | -- | --- |
|  | 1.  | Toluca                   | 34 | 17 | 10 | 4 | 3  | 28 | 17 | +11 |
|  | 2.  | Club Tijuana             | 34 | 17 | 9  | 7 | 1  | 23 | 15 | +8  |
|  | 3.  | León                     | 33 | 17 | 10 | 3 | 4  | 34 | 17 | +17 |
|  | 4.  | América                  | 31 | 17 | 8  | 7 | 2  | 28 | 15 | +13 |
|  | 5.  | Monarcas Morelia         | 27 | 17 | 6  | 9 | 2  | 25 | 16 | +9  |
|  | 6.  | Cruz Azul                | 26 | 17 | 6  | 8 | 3  | 22 | 15 | +7  |
|  | 7.  | Monterrey                | 23 | 17 | 5  | 8 | 4  | 23 | 23 | 0   |
|  | 8.  | Guadalajara              | 23 | 17 | 6  | 5 | 6  | 17 | 17 | 0   |
|  | 9.  | Santos Laguna            | 23 | 17 | 6  | 5 | 6  | 22 | 26 | -4  |
|  | 10. | Pumas UNAM               | 23 | 17 | 7  | 2 | 8  | 18 | 23 | -5  |
|  | 11. | Jaguares                 | 22 | 17 | 6  | 4 | 7  | 23 | 24 | -1  |
|  | 12. | Tigres UANL              | 21 | 17 | 5  | 6 | 6  | 23 | 18 | +5  |
|  | 13. | Pachuca                  | 21 | 17 | 5  | 6 | 6  | 13 | 20 | -7  |
|  | 14. | Atlante                  | 20 | 17 | 5  | 5 | 7  | 23 | 28 | -5  |
|  | 15. | San Luis                 | 15 | 17 | 3  | 6 | 8  | 14 | 24 | -10 |
|  | 16. | Puebla                   | 13 | 17 | 3  | 4 | 10 | 16 | 27 | -11 |
|  | 17. | Atlas                    | 12 | 17 | 1  | 9 | 7  | 16 | 24 | -8  |
|  | 18. | Querétaro                | 7  | 17 | 1  | 4 | 12 | 11 | 30 | -19 |

## Classifica marcatori
| Gol |  |  | Giocatore         | Squadra       |
| --- |  |  | ----------------- | ------------- |
| 11  |  |  | Christian Benítez | América       |
| 10  |  |  | Esteban Paredes   | Atlante       |
| 8   |  |  | Lui Rey           | Jaguares      |
| 7   |  |  | Hugo Pavone       | Cruz Azul     |
| 7   |  |  | Nelson Maz        | León          |
| 7   |  |  | Carlos Quintero   | Santos Laguna |
| 7   |  |  | Duvier Riascos    | Club Tijuana  |

Aggiornata al 7 novembre 2012.

## Allenatori esonerati
| Club       | Allenatore          | Data esonero     | Nuovo allenatore   |
| ---------- | ------------------- | ---------------- | ------------------ |
| Puebla     | Daniel Bartolotta   | 19 agosto 2012   | Daniel Guzmán      |
| San Luis   | José Luis Trejo     | 27 agosto 2012   | Álex Aguinaga      |
| Atlas      | Juan Carlos Chávez  | 27 agosto 2012   | Tomás Boy          |
| Pumas UNAM | Joaquín del Olmo    | 28 agosto 2012   | Juan Torres Servín |
| Pumas UNAM | Juan Torres Servín  | 31 agosto 2012   | Mario Carrillo     |
| Querétaro  | Carlos de los Cobos | 4 settembre 2012 | Sergio Bueno       |
| Pumas UNAM | Mario Carrillo      | 28 ottobre 2012  | Juan Torres Servín |

## Liguilla
Dopo 17 gare del campionato Apertura, le prime otto si affrontano ai play-off che decreteranno il campione.
|  | Quarti di finale | Quarti di finale | Quarti di finale | Quarti di finale | Quarti di finale |  |  | Semifinali   | Semifinali   | Semifinali   | Semifinali | Semifinali |   |   | Finale       | Finale       | Finale       | Finale | Finale |  |
|  |                  |                  |                  |                  |                  |  |  |              |              |              |            |            |   |   |              |              |              |        |        |  |
|  | Leòn             | Leòn             | Leòn             | 1                | 3                |  |  |              |              |              |            |            |   |   |              |              |              |        |        |  |
|  | Cruz Azul        | Cruz Azul        | Cruz Azul        | 2                | 0                |  |  | Leon         | Leon         | Leon         | 2          | 0          |   |   |              |              |              |        |        |  |
|  | Club Tijuana     | Club Tijuana     | Club Tijuana     | 1                | 1                |  |  | Club Tijuana | Club Tijuana | Club Tijuana | 0          | 3          |   |   |              |              |              |        |        |  |
|  | Monterrey        | Monterrey        | Monterrey        | 0                | 1                |  |  |              |              |              |            |            |   |   | Club Tijuana | Club Tijuana | Club Tijuana | 2      | 2      |  |
|  | America          | America          | America          | 2                | 1                |  |  |              |              | Toluca       | Toluca     | Toluca     | 1 | 0 |              |              |              |        |        |  |
|  | Morelia          | Morelia          | Morelia          | 0                | 2                |  |  | America      | America      | America      | 0          | 2          |   |   |              |              |              |        |        |  |
|  | Toluca           | Toluca           | Toluca           | 2                | 3                |  |  | Toluca       | Toluca       | Toluca       | 2          | 1          |   |   |              |              |              |        |        |  |
|  | Guadalajara      | Guadalajara      | Guadalajara      | 1                | 1                |  |  |              |              |              |            |            |   |   |              |              |              |        |        |  |

  Club Tijuana CAMPIONE MESSICO APERTURA 2012